# ZSU-23-4 Xilka
El ZSU-23-4 Xilka és una peça d'artilleria antiaèria autopropulsada d'origen soviètic introduïda l'any 1962.
Aquest blindat està armat amb quatre canons automàtics de 23 mm de calibre, que poden disparar fins a 4.000 projectils per minut. Per guiar l'armament el Xilka disposa d'un sistema de control de tir per radar RPK-2 Tobol, capaç de detectar aeronaus a distàncies màximes de 20 km i seguir-les fins a 10 km. El xassís està basat en el tanc lleuger PT-76 i té un blindatge d'acer que només protegeix d'armes lleugeres o resquills d'explosions. En termes de mobilitat, un motor dièsel de 280 CV li permet seguir formacions mecanitzades a velocitats màximes de 50 km/h per carretera o 30 km/h camp a través, amb una autonomia de 260 km.
El Xilka va entrar en servei l'any 1962, per substituir l'obsolet ZSU-57-2. En total s'estima que se'n van fabricar 6.500 unitats fins a principis dels 80, quan es va deixar de fabricar, molts dels quals es van exportar a estats aliats dels soviètics. A la dècada dels 70, cada regiment de tancs o fusellers motoritzats de l'Exèrcit Soviètic disposava d'una bateria antiaèria, formada per un escamot de 4 ZSU-23-4 i un escamot de 4 blindats llançamíssils 9K31 Strela-1. A partir del 1984 es va començar a introduir el successor del Xilka, el 9K22 Tunguska. Tot i això, l'any 2022 encara no s'havien substituït tots els ZSU-23-4, que continuaven en servei a aproximadament 30 estats arreu del món. Durant aquest extens període de servei el Xilka ha combatut en nombrosos conflictes armats, generalment oferint bons resultats als seus operadors.

## Desenvolupament
A finals dels 50, el principal vehicle antiaeri de la Unió Soviètica era el ZSU-57-2, que combinava el xassís del tanc T-54 amb dos canons antiaeris S-60 de 57 mm de calibre. Tot i que el xassís i els canons eren molt efectius per separat, la combinació va resultar ser deficient perquè no disposava de radar i els avions amb motors de reacció eren massa ràpids per poder-los abatre amb seguretat. Per això, els estrategues soviètics van concloure que el ZSU-57-2 havia esdevingut obsolet.
Tot mantenint la producció del ZSU-57-2, es va demanar el disseny d'una nova peça d'artilleria antiaèria autopropulsada, fabricada amb un xassís més modern, armament actualitzat i un sistema de radar. El 17 d'abril del 1957 el Consell de Ministres de l'URSS va adoptar la resolució 426-11, que ordenava el desenvolupament simultani de dos sistemes amb aquestes prestacions. El primer, denominat ZSU-37-2 o Yensei, estava orientat a protegir formacions de tancs. El segon, el ZSU-23-4 o Xilka, es dissenyaria per protegir unitats d'infanteria motoritzada.
El ZSU-37-2 es va desenvolupar al Buró de Disseny Experimental nº16 de Moscou i estava basat en el xassís del caçatancs SU-100, tenia dos canons automàtics de 37 mm i un radar. Per altra banda, el ZSU-23-4 es va dissenyar al Buró de Disseny de Nikolai Astrov a partir del xassís del tanc amfibi PT-76, es va equipar amb quatre canons automàtics de 23 mm de calibre i un sistema de radar. En tots dos casos la integració del sistema de radar RPK-2 Tobol va ser complexa per problemes d'estabilitat quan es disparava l'armament, paral·laxi entre els canons i el radar i la fragilitat de l'electrònica de l'època.
Els prototips pels dos models es van completar el desembre del 1960 i es van provar fins a l'octubre del 1961. Durant aquest període, el ZSU-37-2 va poder assolir una velocitat màxima d'uns 30 km/h. En termes d'armament, els canons podien disparar 150 projectils contínuament, amb un abast comparable al del ZSU-57-2, però després necessitaven 30 segons per refredar-se. Per contra, el ZSU-23-4 podia assolir velocitats de fins a 50 km/h i, tot i que els canons tenien un abast inferior, el rati de baixes per ràfega era el doble d'alt que el del seu competidor. Amb un cost semblant per tots dos models, es va triar el ZSU-23-4 per la millor letalitat.

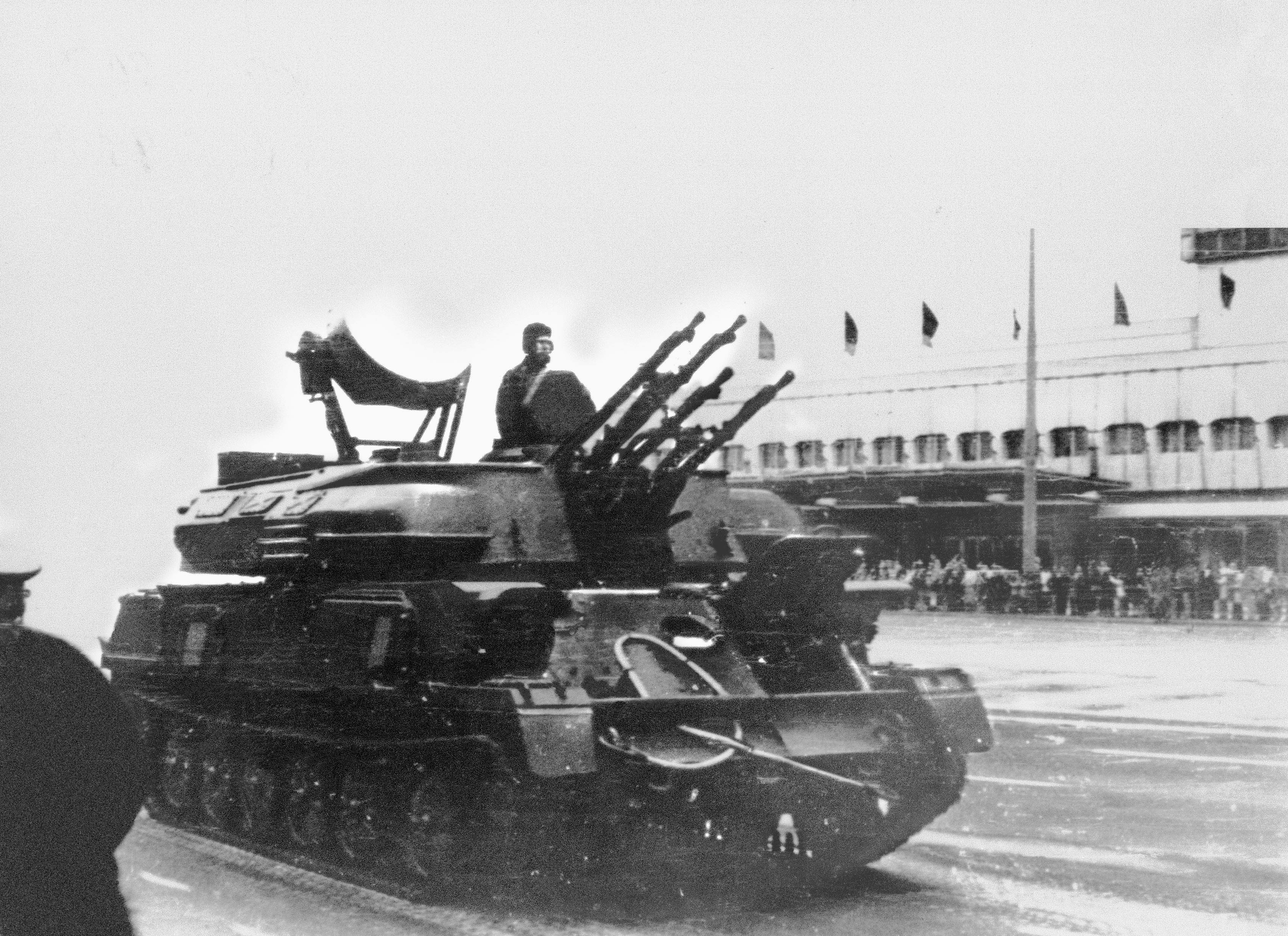
Un ZSU-23-4 Xilka desfilant a la Unió Soviètica l'any 1977.

El ZSU-23-4 va entrar en servei el 5 de setembre del 1962 amb la denominació oficial Zenitnaya Samokhodnaya Ustanovka 23-4. Aquest nom es pot traduir literalment com canó antiaeri autopropulsat 23-4, on els nombres descriuen el calibre i quantitat de canons. Els soviètics també li van donar el nom en clau de Xilka pel riu homònim. Finalment, la producció en sèrie va començar el 1965, ja que es van haver de solucionar problemes amb l'electrònica. L'ordinador de seguiment, ubicat al darrere de la torreta, funcionava amb tubs de buit que s'escalfaven molt i impedien que la tripulació servís la torreta. Aquest problema s'aniria polint en les diferents versions posteriors del blindat.

## Característiques
El ZSU-23-4 Xilka va resultar ser la peça d'artilleria antiaèria autopropulsada més popular de la Unió Soviètica i, possiblement, la més avançada i temible de la Guerra Freda. Això es devia a una efectiva combinació d'elements que incloïa un armament eficaç contra objectius aeris, un sistema de radar avançat per detectar i seguir les aeronaus, un blindatge adequat per la rereguarda i un sistema motor que permetia que el ZSU-23-4 seguís les formacions mecanitzades de l'època.

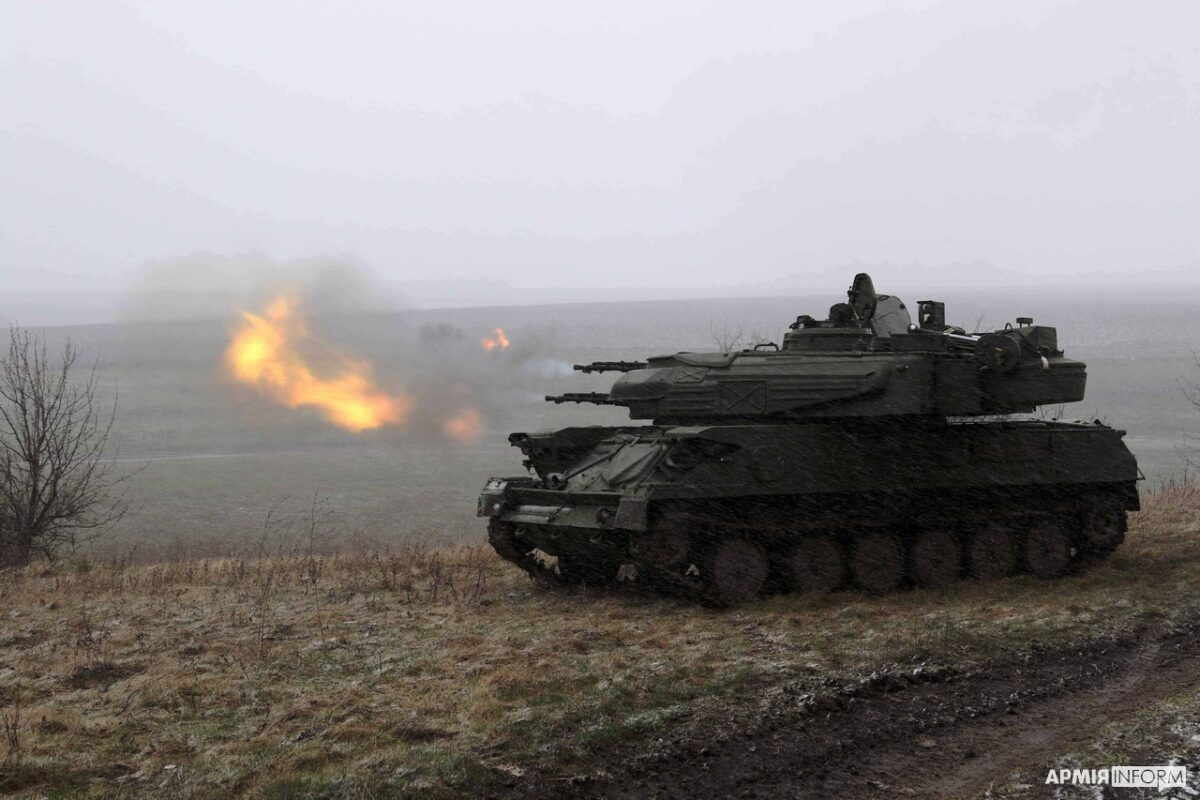
Un ZSU-23-4 del Cos d'Infanteria de Marina Ucraïnès disparant contra objectius terrestres durant la Invasió russa d'Ucraïna l'any 2023.

### Armament
El ZSU-23-4 està armat amb quatre canons automàtics 2A7 de 23 mm de calibre, que es poden elevar entre -7º i 80º i poden girar 360° amb la torreta. Aquestes peces disparen munició estàndard 23x152 mm a una velocitat inicial de 970 m/s. Disparats horitzontalment, els canons 2A7 tenen un abast màxim de 7 km. Verticalment, l'abast màxim és de 5,1 km i l'efectiu és d'entre 1 i 2,5 km. Una d'aquestes peces sola té un cadència de tir de 850-1.000 projectils per minut. Així, el muntatge quàdruple del ZSU-23-4 té una cadència de tir combinada de 3.400-4.000 projectils per minut. Les primeres versions del Xilka tenien canons refrigerats per aire. Aquests canons es podien sobreescalfar si es disparaven de forma continuada, causant que els següents cartutxos es disparessin de forma descontrolada, sovint gastant tota una cinta de munició. Aquest problema se solucionaria posteriorment afegint un sistema de refrigeració per aigua.
Els Xilka transporten dos tipus de munició: d'alt explosiu o perforants, amb projectils traçadors per cada tipus. Les cintes de munició d'un ZSU-23-4 contenen 50 cartutxos i solen estar compostes per 40 projectils d'alt explosiu i 10 projectils perforants. Els Xilkes transporten 2.000 cartutxos en total, tot i que en algunes variants se l'hi ha incrementat l'emmagatzematge de munició.
La bateria quàdruple del ZSU-23-4 va resultar ser més efectiva que l'armament del seu adversari estatunidenc, l'M163 Vulcan Air Defense System. Un ZSU-23-4 disparant una ràfega de 40 projectils contra un caça McDonnell Douglas F-4 Phantom II volant a nivell des d'una distància d'un quilòmetre tenia una probabilitat de baixa per ràfega de 0,13. Per contra, un M163 VADS disparant una ràfega de 60 cartutxos a un MiG-21 en les mateixes condicions tenia una probabilitat de 0,08 d'aconseguir abatre'l. Així doncs, en comparació, el ZSU tenia un abast efectiu un 66% major i era gairebé un 50% més precís.
La probabilitat de baixa per ràfega depèn de tres factors: distància a l'objectiu, temps d'exposició del ZSU i maniobrabilitat de l'objectiu. La precisió del Xilka disminueix considerablement a partir dels 2.500 m. A distàncies d'entre 1-3 km, el ZSU-23-4 pot seguir l'objectiu, disparar-li i abatre'l en 25 segons. Per contra, un pilot d'helicòpter de la Guerra Freda tardava 60-90 segons a apuntar a un Xilka, disparar un míssil i guiar-lo fins a l'impacte. Finalment, un objectiu maniobrant és més difícil d'abatre que un objectiu planejant. A causa d'aquests factors, els pilots estatunidencs van desenvolupar contramesures tàctiques específiques pel Xilka: volar i aproximar-se arran de terra, fer servir un helicòpter a llarga distància d'esquer mentre un altre se li acostava des d'un altre angle per destruir-lo o disparar contra els Xilkes des de distàncies superiors als 3.000 m (des d'on un helicòpter d'atac AH-1 Cobra o AH-64 Apache tenia una possibilitat de destruir-lo del 80%, mentre que un Xilka només tenia una probabilitat del 10% d'abatre l'helicòpter).

### Sistema de control de tir

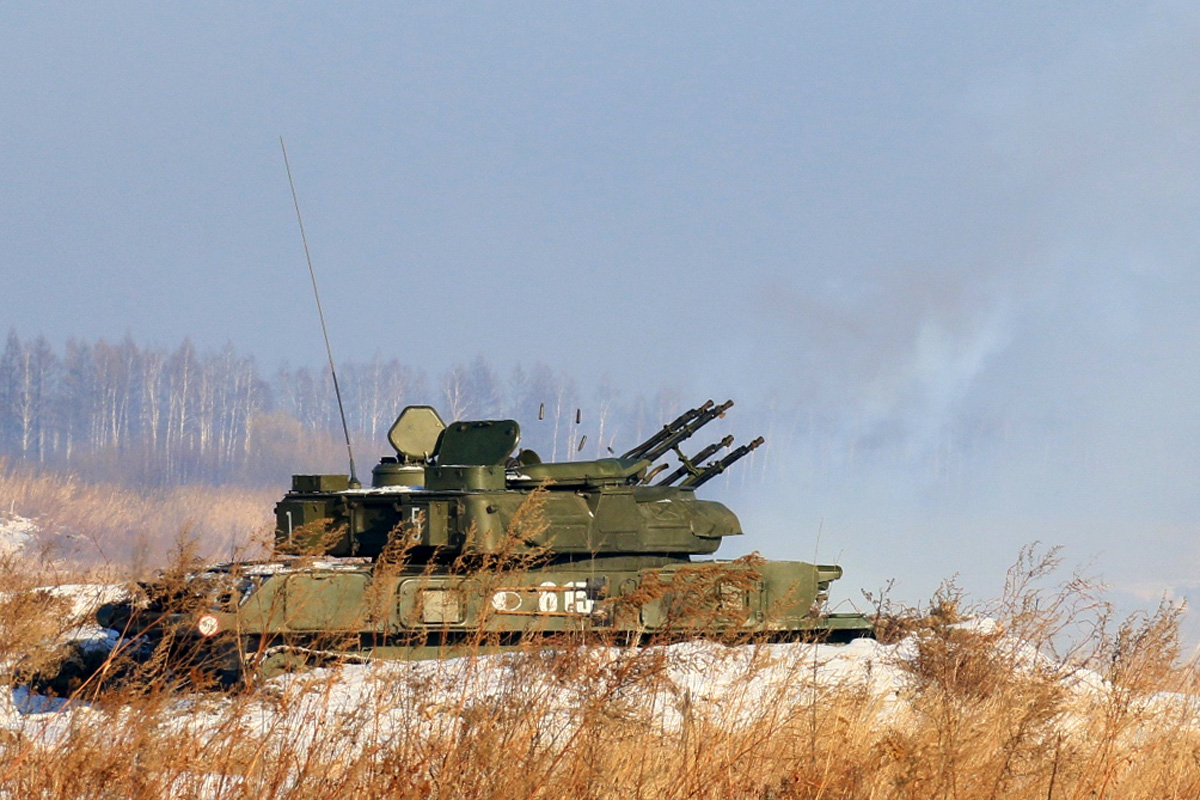
Un Xilka rus disparant a objectius aeris amb les òptiques, sense l'assistència de radar, en un simulacre de combat amb contramesures electròniques actives l'any 2016.

El sistema de control de tir del ZSU-23-4 és el model RPK-2 Tobol. Aquest model permet que els Xilkes disparin en tres modes: només amb el radar, amb el radar més l'òptica i només amb l'òptica. En el primer tipus d'operació el radar proporciona l'azimut, elevació i distància, permetent que l'ordinador calculi la solució de tir en qüestió de segons. En el segon mode d'operació el radar proporciona la distància a l'objectiu i dirigeix els canons però els tripulants han de fer servir una mira telescòpica per ajustar l'azimut i l'elevació. Finalment, en el mode de tir només amb òptica els operadors introdueixen les dades manualment i han d'apuntar els canons ells mateixos.

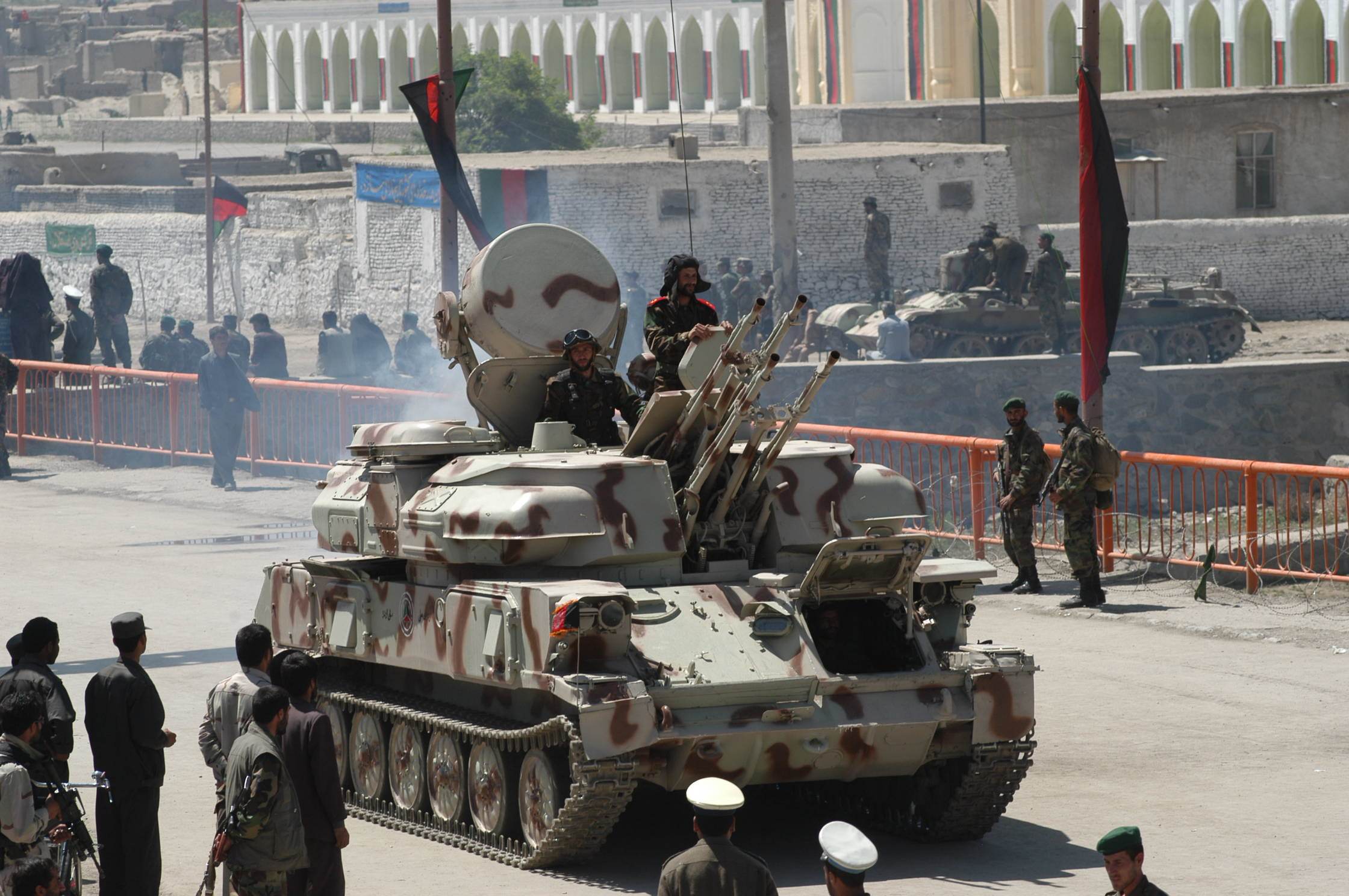
Un ZSU-23-4 de l'Exèrcit Nacional Afganès, amb el radar RPK-2 Tobol desplegat, fotografiat a Kabul el 2004.

En termes d'equipament, aquest sistema està format per un radar de banda J (14,6-15,6 GHz), muntat sobre dos suports abatibles a la part superior del darrere de la torreta, i un ordinador de seguiment. Originalment la computadora era analògica, basada en tubs de buit, però es va anar modernitzant posteriorment. Aquest conjunt permet detectar objectius fins a distàncies de 20 km i els pot seguir fins a un màxim de 10 km, oferint també bones mesures de distància per disparar contra objectius volant a baixa altura. Aquesta informació es passa a l'ordinador de control de tir, que fa servir un sistema d'estabilització a tres plans per calcular el punt d'intercepció, l'angle de tir i moure automàticament els canons. La computadora també permet disparar en moviment, a velocitats de fins a 25 km/h i en superfícies inclinades fins a 10º.
Tot i ser un radar molt avançat a mitjans dels 60, l'RPK-2 Topol tenia diferents limitacions. L'alta sensibilitat feia que retornés falses deteccions causades per l'orografia del terreny si seguia aeronaus volant a menys de 60 m d'altura. També tenia problemes seguint objectius supersònics a menys de 7 km o durant llargs períodes, que sovint obligava les tripulacions a apagar el sistema de radar per reiniciar-lo. L'absència d'un telèmetre dedicat també en dificultava l'ús per tripulacions poc entrenades.
Per contrarestar algunes d'aquestes restriccions, els ZSU-23-4 també tenen un sistema d'apuntat òptic amb magnificació x2 i x6. Segons la doctrina soviètica, les òptiques eren el principal mitjà d'apuntat quan l'enemic feia servir contramesures electròniques o si s'havia de seguir un objectiu durant extensos períodes.
El sistema de control de tir s'aniria millorant posteriorment i, a finals dels 90, el Ministeri de Defensa de Rússia va iniciar un programa de modernització que va substituir els tubs de buit per electrònica d'estat sòlid amb processament de senyals digitals. Aquests models actualitzats gasten menys munició per baixa i també augmenten la probabilitat d'abatre una aeronau movent-se en angles pronunciats.

### Blindatge i distribució
El ZSU-23-4 està basat en el xassís del tanc lleuger PT-76, amb una torreta específicament dissenyada per la funció antiaèria. Aquest blindat va ser dissenyat per operar darrere les formacions mecanitzades i, per aquesta raó, no està gaire ben protegit i pesa només 19 tones. El blindatge consisteix en acer soldat amb un gruix màxim de 9,2 mm a la torreta i 15 mm al buc, que únicament ofereix protecció contra armes lleugers o resquills d'explosions.

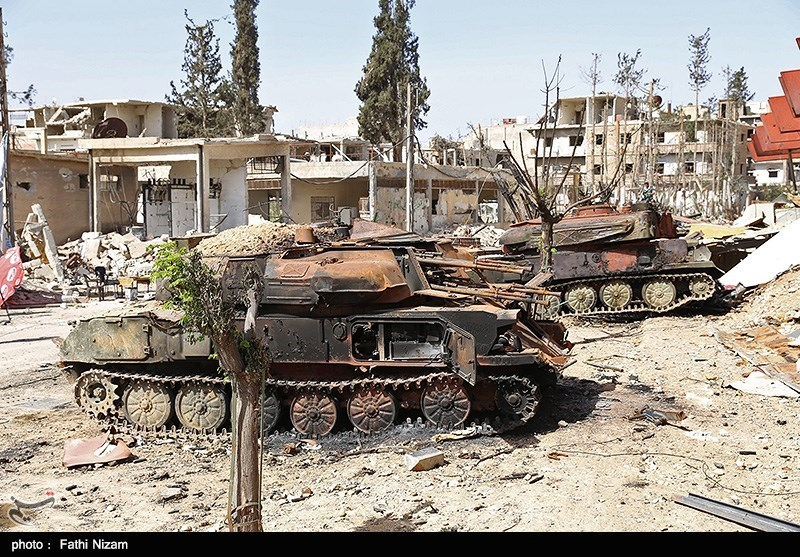
Dos ZSU-23-4 destruïts durant la recaptura de Douma per part de l'Exèrcit Àrab Sirià durant la Guerra Civil siriana el 2018.

La tripulació està formada per 4 persones: conductor, comandant, artiller i operador del sistema de control de tir. El conductor s'asseu al frontal esquerra del blindat, amb periscopis a sobre seu per conduir i una escotilla al seu davant per entrar i sortir. Al centre del blindat hi ha la torreta, amb l'armament al frontal, la resta de la tripulació s'assenta en línia al centre i el sistema de control de tir és al darrere. El comandant s'asseu a l'esquerra i té una escotilla a sobre seu, amb periscopis per observar la rodalia del blindat. Al mig hi ha l'artiller, amb les mires telescòpiques a davant per apuntar i una gran escotilla a sobre que ha de compartir amb l'operador de radar, que s'assenta a la seva dreta. El radar està ubicat al darrere del sostre de la torreta i pot estar alçat, quan està actiu, o es pot plegar darrere de la torreta. Finalment, el motor i la transmissió estan ubicades al darrere de tot del buc del blindat.

### Sistema motor
En termes de mobilitat, el Xilka està equipat amb un motor dièsel model V6-R. Aquest motor té sis cilindres en línia i està refrigerat per aigua, oferint una potència màxima de 280 CV a 1.800 rpm. La transmissió acobla aquest motor amb una eruga formada per una roda tractora al darrere, sis rodes de rodatge i una roda dentada al frontal, aguantada per una suspensió per barres de torsió.

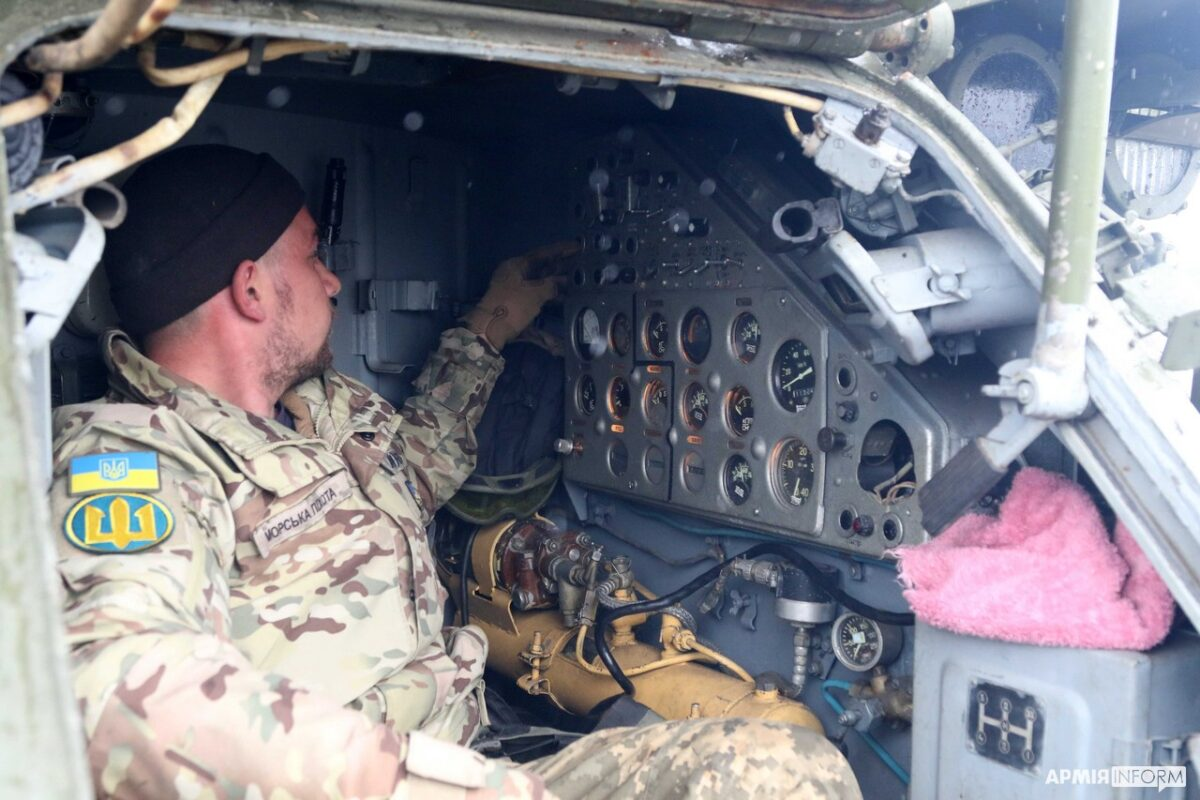
Seient de conducció d'un Xilka del Cos d'Infanteria de Marina Ucraïnès, fotografiat el 2023.

Aquest motor permet que el ZSU-23-4 es desplaci a velocitats màximes de 50 km/h per carretera i 30 km/h camp a través amb una autonomia de 260 km. Tot i el gran volum del blindat, també pot superar pendents de 30º i pot travessar rius de fins a 1 m de fondària.

## Operadors
Tot i entrar en servei l'any 1962, els ZSU-23-4 no es començarien a fabricar en sèrie fins al 1965 a causa de les dificultats de producció de l'electrònica. Tot i això, eventualment, la Unió Soviètica n'acabaria fabricant aproximadament 6.500 unitats abans no en van cessar la producció a principis dels 80.
L'Exèrcit Soviètic va ser el primer operador dels ZSU-23-4, que els va organitzar en batallons de defensa aèria i els va distribuir a les unitats d'infanteria o tancs de forma esporàdica. Posteriorment se n'estandarditzaria el desplegament amb batallons formats per dos escamots de canons antiaeris autopropulsats, amb quatre ZSUs per escamot. Aquests escamots després es distribuïen a regiments de fusellers motoritzats o unitats de tancs, per oferir protecció de curt abast contra aeronaus. A finals dels 60 cada batalló tenia un escamot de ZSU-23-4 i l'altre disposava de ZSU-57-2. L'any 1972 totes les unitats ja estaven equipades amb Xilkes, retirant o donant a estats aliats els obsolets ZSU-57-2. Durant els 70 la Unió Soviètica reorganitzaria les formacions de defensa antiaèria, creant bateries que s'assignaven als regiments d'infanteria motoritzada o tancs. Cada bateria disposava d'un escamot amb Xilkes i un altre escamot amb vehicles llançamíssils Strela-1, posteriorment Strela-10. La doctrina soviètica posicionava els Xilkes vora el front, però lluny de l'abast de tancs o míssils antitancs enemics que els podien destruir amb un sol impacte. En cas de participar en una ofensiva avançaven 500 m darrere dels tancs i en cas de defensar es posicionaven més endarrere, fins a 1.000 m, perquè les forces defensores necessiten més temps per retrocedir i maniobrar.

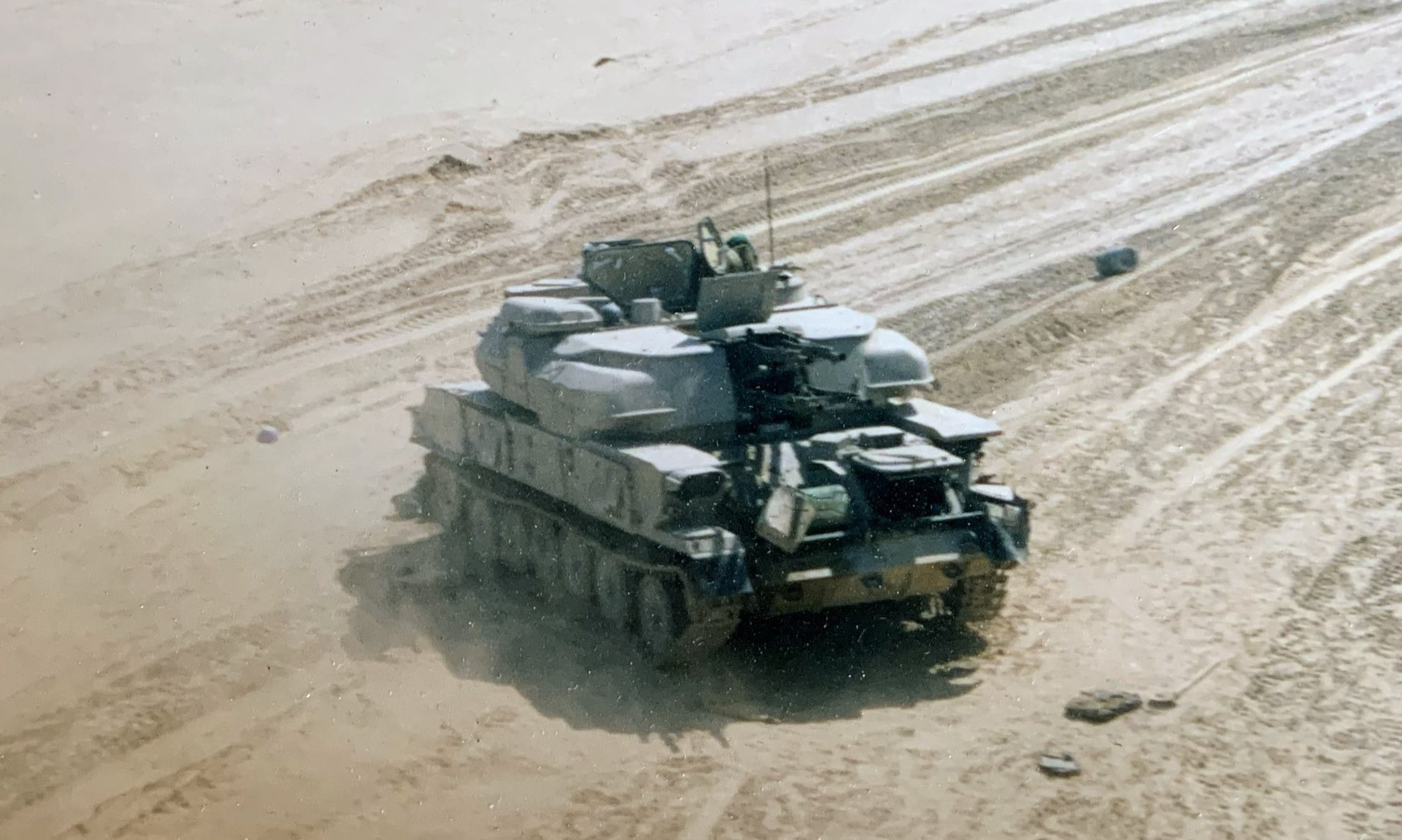
Fotografia d'un ZSU-23-4 de les Forces Armades Iraquianes abandonat durant la Guerra del Golf vora la frontera entre Kuwait i Iraq l'any 1991.

El ZSU-23-4 va ser àmpliament exportat a molts aliats internacionals de la Unió Soviètica. Els primers a rebre'n van ser els membres del Pacte de Varsòvia. La República Democràtica Alemanya en va importar 100 unitats, després de retirar els seus ZSU-57-2. Després de la reunificació alemanya, alguns blindats es van destruir, d'altres es van retornar a la Unió Soviètica i la resta es van vendre al Grup Thales, que els volia modernitzar i els va intentar vendre sense èxit a les forces armades dels Països Baixos. La República Popular de Polònia va rebre uns 150 Xilkes durant la dècada dels 70, que es van modernitzar el 1998 i encara estan en servei avui dia amb la denominació de ZSU-23-4MP Biala. La República Popular d'Hongria, República Socialista Soviètica d'Ucraïna i República Popular de Bulgària també en van rebre alguns ZSU-23-4 i encara en tenen unitats en servei. Més endavant, els Xilkes també serien exportats internacionalment a aliats dels soviètics, on continuen operatius en quantitats limitades, com la República de Cuba, la República Democràtica del Vietnam, la República d'Angola, la República Popular Democràtica de Corea i diversos estats àrabs enfrontats contra Israel.
Després del col·lapse de la Unió Soviètica, Ucraïna va modernitzar alguns dels seus ZSU-23-4 l'any 1990. Aquesta modificació, anomenada Donets, afegia míssils terra-aire 9K35 Strela-10 a la torreta i canviava el xassís per un buc de tanc T-80. L'any 2014 l'Exèrcit de l'Índia va comprar 138 d'aquestes variants ucraïneses, afegint-los als 100 ZSU-23-4 estàndard que va comprar a la Unió Soviètica durant els anys 70. Durant els 90, la Federació russa també va actualitzar els seus ZSU-23-4 amb una nova transmissió, que li permet desplaçar-se a 60 km/h, míssils antiaeris 9K38 Igla a la torreta, un nou sistema d'aire condicionat i mecanismes per reduir la radiació tèrmica del vehicle i fer-lo menys visible a les òptiques infraroges.

## Conflictes
Des de la introducció del ZSU-23-4 Xilka, aquests blindats han participat en nombroses guerres i enfrontaments. El seu bateig de foc va ser al conflicte conflicte arabo-israelià. Durant la Guerra dels Sis Dies Egipte i Síria van fer servir obsolets ZSU-57-2, que no van aconseguir contrarestar la superioritat aèria dels israelians. Després de la derrota, els exèrcits egipci i sirià van aconseguir que la Unió Soviètica els enviés blindats ZSU-23-4, míssils antiaeris i entrenés les tripulacions àrabs. Aquesta preparació va resultar molt efectiva i durant els primers dies de la Guerra del Yom Kippur els israelians perdrien desenes d'avions. Tot i això, la Força Aèria Israeliana es va adaptar ràpidament i va apartar-se del front egipci, deixant-lo en mans de les forces terrestres, per centrar-se a destruir les unitats antiaèries sirianes, que van perdre un 50% de la seva força. Després de la guerra els israelians van determinar que la majoria d'avions de combat perduts durant l'enfrontament havien estat abatuts per ZSU-23-4, quan intentaven volar a baixa alçada per evitar els míssils terra-aire.
Durant la Guerra Iran-Iraq, tant un bàndol com l'altre van comprar Xilkes a la Unió Soviètica i els van fer servir durant el conflicte. Els ZSU-23-4 iraquians també van servir per defensar posicions estratègiques, com el reactor nuclear d'Osirak. Aquesta instal·lació estratègica va ser atacada per la Força Aèria Israeliana el 7 de juny del 1981, durant l'Operació Òpera. Gràcies a l'efecte sorpresa, els caces F-16 israelians van poder llançar chaff sobre les defenses iraquianes, encegant els radars i aconseguint destruir el reactor d'Osirak sense patir cap baixa. Poc després, durant la Guerra del Líban de 1982, els caces israelians serien menys afortunats i van perdre sis aeronaus per foc antiaeri de ZSUs sirians.
Els ZSU-23-4 també van servir cap al final de la Guerra del Vietnam, en el regiment d'artilleria antiaèria 237è de l'Exèrcit Popular del Vietnam. Aquest blindat es va fer servir a la campanya de primavera del 1975, l'ofensiva que va derrotar el Vietnam del Sud. Tot i això, a aquelles alçades del conflicte, els Estats Units ja s'havien retirat del conflicte i els ZSU-23-4 no van combatre contra aeronaus estatunidenques.

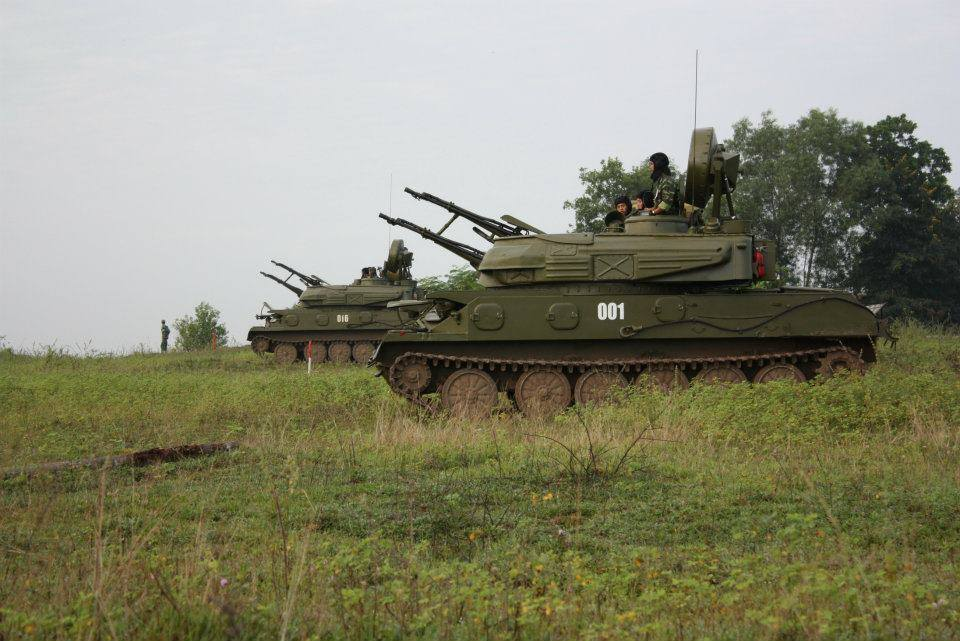
Fotografia de dos canons antiaeris Xilka vietnamites l'any 2015.

El 1979 la Unió Soviètica va enviar tropes per donar suport a la República Democràtica de l'Afganistan contra els mujahidins. Durant l'Operació Tempesta-333, blindats Xilka van donar suport a l'assalt al palau Tajbeg, que va resultar en l'assassinat del líder afganès Hafizullah Amín. Aquesta ràtzia va desencadenar la Guerra afgano-soviètica, que va durar 9 anys, durant els quals els ZSU-23-4 es van fer servir per donar suport als combois i prevenir emboscades a zones muntanyoses. Els Xilkes van demostrar ser molt efectius en aquest tipus de guerra asimètrica, sovint dissuadint els mujahidins d'atacar, però a causa del seu escàs blindatge els soviètics també en van perdre algunes unitats. Durant aquesta guerra també es va desenvolupar la variant ZSU-23-4M2 Afghanskii, especialment dissenyada per combatre forces terrestres: sense radar, amb 4.000 cartutxos de munició i un sistema de visió nocturna.
Durant la Primera i Segona guerra de Txetxènia els ZSU-23-4 es tornarien a fer servir en el rol contra insurgents. En aquest cas, els txetxens combatien en un entorn de guerra urbana i sovint atacaven els russos des de dalt d'edificis o soterranis. Els blindats convencionals no tenien un armament amb prou elevació per disparar als txetxens i per aquest motiu els russos van fer servir amb èxit els ZSU-23-4.
El 1990 els ZSU-23-4 iraquians tornarien a combatre durant la Guerra del Golf. Després de la invasió de Kuwait, Saddam Hussein va ordenar l'exèrcit iraquià de defensar els guanys territorials seguint la doctrina soviètica. La campanya aèria de la coalició va resultar devastadora i els ZSU-23-4 no van poder protegir les formacions mecanitzades iraquianes, que van patir baixes catastròfiques. Els Xilkes iraquians supervivents tornarien a combatre anys després durant la Invasió de l'Iraq de 2003, sent incapaços altre cop de contenir la superioritat aèria dels invasors.
L'últim gran conflicte on els Xilka han participat és la Invasió russa d'Ucraïna del 2022. Ambdós bàndols disposen de ZSU-23-4, que han combatut en tot tipus de rols. Els Xilkes s'han fet servir per enfrontar-se a objectius terrestres, aeronaus i també per intentar abatre vehicles aeris no tripulats. Tot i això, els ZSU-23-4 han tingut dificultats per detectar i abatre municions rondadores de petites dimensions, volant baix i a poca velocitat.